# Chersobius solus
Chersobius solus је гмизавац из реда корњача и фамилије Testudinidae.

## Угроженост
Ова врста се сматра рањивом у погледу угрожености врсте од изумирања.

## Распрострањење
Ареал врсте је ограничен на једну државу. 
Намибија је једино познато природно станиште врсте.